# Liste der Bodendenkmale im gemeindefreien Gebiet Schöningen
In der Liste der Bodendenkmale im gemeindefreien Gebiet Schöningen sind alle Bodendenkmale des niedersächsischen gemeindefreien Gebiets Schöningen aufgelistet. Die Quelle ist der Denkmalatlas Niedersachsen.
- Diese Liste erhebt keinen Anspruch auf Vollständigkeit.
- Die Angaben ersetzen nicht die rechtsverbindliche Auskunft der zuständigen Denkmalschutzbehörde.
- Es sind nur Daten aus dem Denkmalatlas verarbeitet.
- Der Stand der Liste ist der 24. Februar 2025.

Schöningen (gemeindefrei) im Landkreis Helmstedt

## Allgemein
In den Spalten finden sich folgende Informationen des Bodendenkmales:
| Lage         | geographische Koordinaten                                                           |
| Bezeichnung  | Bezeichnung lt. Denkmalatlas                                                        |
| Beschreibung | Beschreibung lt. Denkmalatlas                                                       |
| ID           | Objekt-ID                                                                           |
| Bild         | Bild, ggf. zusätzlich mit Link zu weiteren Fotos im Medienarchiv Wikimedia Commons. |

## Gemeindefreies Gebiet Schöningen
| Lage                        | Bezeichnung                            | Beschreibung | ID       | Bild           |
| --------------------------- | -------------------------------------- | --- | -------- | -------------- |
| 52° 8′ 40″ N, 10° 55′ 11″ O | Schöningen-Forst 1, Elmsburg           | Im Elm, ca. 2,5 km westlich von Schöningen (Klostergut St. Lorenz), 2 km nördlich von Twieflingen, die sogenannte „Elmsburg“ (bezieht sich vorwiegend auf die mittelalterliche Burg). Ein äußerer unregelmäßig oval geführter Ringwall umschließt ein Gelände von 270 bis 300 m Durchmesser mit ca. 7,5 ha Innenfläche. Im Süden des alten Befestigungsringes liegt eine Kirche mit kleinem Friedhof. An die Kirche schlossen rechtwinklig Gebäude an. Weiter im Norden befinden sich der Brunnen und weitere Gebäudereste, darunter im Norden ein Bau von 16 m im Quadrat, der als Turm angesprochen wird. | 28974816 | Weitere Bilder |
| 52° 8′ 41″ N, 10° 54′ 54″ O | Schöningen-Forst 6, Grabhügel          | Annähernd ovaler, Nordwest-Südost orientierter Grabhügel. L. 20,5 m; Br. 12,5 m; H. 0,5 m. Über den Hügel verlaufen Pflanzenfurchen. | 28993163 | BW             |
| 52° 8′ 40″ N, 10° 54′ 46″ O | Schöningen-Forst 16, Grabhügel         | | 28993523 | BW             |
| 52° 8′ 2″ N, 10° 56′ 0″ O   | Schöningen-Forst 24, Grabhügel         | Deutlich gewölbter Hügel. Dm. 16 m; H. 0,5 m. | 28993532 | BW             |
| 52° 8′ 1″ N, 10° 56′ 3″ O   | Schöningen-Forst 25, Grabhügel         | Flacher Grabhügel. Im Westen durch Weg angeschnitten, daher hier steiler wirkend. Dm. (von Nord nach Süd) 17 m; H. 0,3 m. | 28993533 | BW             |
| 52° 8′ 1″ N, 10° 56′ 1″ O   | Schöningen-Forst 26, Grabhügel         | Flacher Grabhügel, im Osten durch Weg angeschnitten, daher steiler wirkend. Dm. (von Nord nach Süd) 13 m; H. 0,3 m. | 28993534 | BW             |
| 52° 8′ 49″ N, 10° 53′ 49″ O | Schöningen-Forst 27, Grabhügel         | Auf einer weiten, leicht nach Süden geneigten Bergkuppe befindet sich ein schwach ovaler, Ost-West orientierter, gut erhaltener Grabhügel; L. 22 m; br. 18 m; H. 1,1 m. Durch Ostsüdost-Westnordwest verlaufenden Graben gestört. 1926 von E. Sader entdeckt, nicht gegraben. | 28993536 | BW             |
| 52° 10′ 19″ N, 10° 54′ 3″ O | Schöningen-Forst 28, Alte Burg Warberg | Etwa 1,7 km südöstlich von Warberg liegt am Nordosthang des Elms die „Alte Burg“ Warberg. Sie ist ein gutes Beispiel für eine stark befestigte Turmhügelburg. | 28974700 |                |
| 52° 8′ 20″ N, 10° 55′ 6″ O  | Schöningen-Forst 29, Wall              | Am Südhang des Elm, ca. 450 m südsüdwestlich der Elmsburg, befindet sich ein Nordwest-Südost verlaufendes, ca. 90 m langes Wall-Graben-System. In der Mitte ist es unterbrochen. Br. des Grabens ca. 7 m; T. d. Grabens ca. 0,75 m; Br. d. Walles ca. 6,5 m; H. d. Wallkrone über der Grabensohle ca. 2 m. | 28993537 | BW             |
| 52° 8′ 42″ N, 10° 55′ 3″ O  | Schöningen-Forst 30, Grenzstein        | Im Querschnitt rechteckig, in der Vorderansicht rechteckig mit rundem oberen Abschluss. H. 37 cm; Br. 33 cm; St. 11 cm. Beschriftung der WNW-Seite beschädigt; nr „H:“ lesbar, zu ergänzen „V.K.H.“. OSO-Seite zeigt einen Doppelhaken (= Zeichen der alten Waldmark). Zwischen 1705 und 1814 aufgestellt. Das Kurfürstentum Hannover wurde 1705 mit Celle vereinigt; 1814 zum Königreich erhoben. | 28993632 | BW             |
| 52° 8′ 44″ N, 10° 55′ 6″ O  | Schöningen-Forst 31, Grenzstein        | Im Querschnitt rechteckig, in der Vorderansicht rechteckig mit runden oberen Abschluss. H. 35 cm; Br. 28 cm; St. 13,5 cm. Beschriftung der SO-Seite: VKH (= Vereinigtes Kurfürstentum Hannover); 2. Seite: No.= 10. NW-Seite zeigt eine Doppelhaken (= Zeichen der alten Waldmark). Zwischen 1705 und 1814 aufgestellt. | 28993633 | BW             |
| 52° 8′ 45″ N, 10° 55′ 12″ O | Schöningen-Forst 35, Grenzstein        | Auf der Nordnordost-Seite Rest eines Doppelhakens (= Zeichen der alten Waldmark). Zwischen 1705 und 1814 aufgestellt. | 28993637 | BW             |
| 52° 8′ 44″ N, 10° 55′ 14″ O | Schöningen-Forst 36, Grenzstein        | Auf der Nordwest-Seite ist ein Doppelhaken (= Zeichen der alten Waldmark) eingraviert. Beschriftung der Südost-Seite; VKI (vermutlich zu ergänzen: VKH). Zwischen 1705 und 1814 aufgestellt. | 28993638 | BW             |

### Schöningen-Forst 2
- ID: 28993264
- Westl. der Elmsburg fünf einzeln liegende große Grabhügel. Das Gelände neigt sich leicht nach Süden. Gehören vermutlich der frühen-älteren Bronzezeit an.

| Lage                        | Bezeichnung                   | Beschreibung | ID       | Bild |
| --------------------------- | ----------------------------- | --- | -------- | ---- |
| 52° 8′ 40″ N, 10° 55′ 0″ O  | Schöningen-Forst 2, Grabhügel | Ovaler, Ostsüdost-Westnordwest-orientierter Grabhügel. L. 25 m; Br. 16,5 m; H. 0,75 – 1,4 m. Seit der Grabung im Jahr 1926 sind vier ovale Steinpackungen freiliegend. Maße der Steinpackungen 3,30 × 2,2 m bis 3,9 × 2,5 m. Kantenlänge der Steine 10 – 20 cm; tw. bis 40 cm. Bei der Grabung traten Hockerbestattungen zu Tage, welche der Aunjetitzer Kultur angehören. | 28993164 | BW   |
| 52° 8′ 40″ N, 10° 54′ 59″ O | Schöningen-Forst 3,Grabhügel  | Ovaler, Ost-West-orientierter Grabhügel; L. 19 m; Br. 14,5 m; H. 0,8 m; Höchste Stelle im West-Teil; In der Mitte längliche (Ost-West gerichtete) Vertiefung. | 28993165 | BW   |
| 52° 8′ 38″ N, 10° 54′ 56″ O | Schöningen-Forst 4, Grabhügel | Annähernd runder Grabhügel; in der Mitte ein tiefer Trichter und am Nordost-Rand eine flache Mulde. Dm. 23,5 m; H. 0,8 m. | 28993166 | BW   |
| 52° 8′ 38″ N, 10° 54′ 58″ O | Schöningen-Forst 5, Grabhügel | Ovaler, Nordnordwest-Südsüdost orientierter Grabhügel; L. 19,50 m; Br. 14,50 m; H. ca. 0,50 m. Hügelböschung ist im Westen steil, im Osten kaum wahrnehmbar, sehr flach. | 28993167 | BW   |

### Schöningen-Forst 7
- ID: 28993272
- 500 – 700 m westlich der Elmsburg; in ebenem, unruhigem Gelände befinden sich neun flache, runde bis ovale Grabhügel. Sondierungen durch Sader und Fuhse 1926 in 4 (?) Hügeln ergaben in 2 Hügeln Steinpackungen, davon eine mit Knochenresten (FStNr. 12). Die anderen 3 untersuchten Hügel sind heute nicht mehr zu identifizieren.

| Lage                        | Bezeichnung                    | Beschreibung | ID       | Bild |
| --------------------------- | ------------------------------ | --- | -------- | ---- |
| 52° 8′ 40″ N, 10° 54′ 36″ O | Grabhügel. Schöningen-Forst 7  | Sehr stark verflachter Grabhügel. Dm. 10 m; H. ca. 0,2 m. | 28993168 | BW   |
| 52° 8′ 40″ N, 10° 54′ 33″ O | Schöningen-Forst 8, Grabhügel  | Ovaler Grabhügel, größte Höhe im Südwest-Teil, möglicherweise ursprünglich 2 Hügel. Br. 18 m (Nordost-Südwest); L. 26 m (Nordwest-Südost); H. 0,7 m.                                                                                              | 28993262 | BW   |
| 52° 8′ 39″ N, 10° 54′ 31″ O | Schöningen-Forst 9, Grabhügel  | Runder Grabhügel. Dm. 16,5 m; H. 0,6 m. | 28993263 | BW   |
| 52° 8′ 40″ N, 10° 54′ 29″ O | Schöningen-Forst 10, Grabhügel | Annähernd runder Grabhügel; Dm. ca. 19 m; H. 0,5 m. Im Norden und Osten von Wegen überquert. | 28993265 | BW   |
| 52° 8′ 40″ N, 10° 54′ 27″ O | Schöningen-Forst 11, Grabhügel | Ovaler, Westsüdwest-Ostnordost orientierter Grabhügel; L. 23 m; Br. 13,5 m; H. ca. 0,4 m. | 28993275 | BW   |
| 52° 8′ 41″ N, 10° 54′ 26″ O | Schöningen-Forst 12, Grabhügel | Annähernd runder Grabhügel; Dm. 17,5 m; H. ca. 0,5 m. Eine Grabung durch Sader 1926 ergab Steinpackungen von 2 m L. und 1 m Br. mit Knochenresten. Bei Begehung durch Fuhse (2 Wochen später) war die Steinpackung gestört, der Inhalt gestohlen. | 28993276 | BW   |
| 52° 8′ 42″ N, 10° 54′ 27″ O | Schöningen-Forst 13, Grabhügel | Runder Grabhügel; Dm. 16 m; H. 0,5 m. | 28993277 | BW   |
| 52° 8′ 42″ N, 10° 54′ 31″ O | Schöningen-Forst 14, Grabhügel | Ovaler, Ostsüdost-Nordwestnord orientierter Grabhügel; L. 20,5 m; Br. 14,5 m; H. 0,5 m. | 28993278 | BW   |
| 52° 8′ 42″ N, 10° 54′ 33″ O | Schöningen-Forst 15, Grabhügel | Annähernd runder Grabhügel; Dm. 17 m; H. 0,3 m. | 28993279 | BW   |

### Schöningen-Forst 17
- ID: 28993531
- Westlich von Esbeck, ca. 270 m nordwestlich von Haus „Waldfrieden“, am Ortsrand des Elms, am leichten NO-Hang, in unruhigem Gelände liegen ca. sieben tw. gestörte flache Erdhügel.

| Lage                        | Bezeichnung                    | Beschreibung | ID       | Bild |
| --------------------------- | ------------------------------ | --- | -------- | ---- |
| 52° 9′ 23″ N, 10° 56′ 56″ O | Schöningen-Forst 17, Grabhügel | Sehr flacher Grabhügel. Dm. 12 m; H. ca. 0,4 m. Randbereiche unregelmäßig abgesetzt. Im Südost-Teil ca. 6 m langer und ca. 1 m breiter Südwest-Nordost orientierter Graben (ehem. Grabung ?). Am südwestlichen Ende abgelagertes Erdreich.                                                                                | 28993533 | BW   |
| 52° 9′ 23″ N, 10° 56′ 54″ O | Schöningen-Forst 18, Grabhügel | Ursprünglich wohl runder, jetzt stark gestörter Hügel. Dm. 12 m; H. ca. 0,4 m. Unregelmäßig abgesetzte Randbereiche. Über den Südteil des Hügels verläuft in Südwest-Nordost Richtung ein eingefahrener Waldweg. In der Kuppe ca. 3,5 m lange und 1,5 m breite Eingrabung ca. 0,6 m tief mit Erdablagerung im Nordwesten. | 28993525 | BW   |
| 52° 9′ 22″ N, 10° 56′ 54″ O | Schöningen-Forst 19, Grabhügel | Deutlich gewölbter Hügel. Dm. 16 m; H. 0,9 m. Im westlichen Bereich flach auslaufend. Im Nordost-Teil trichterförmige Vertiefung (Dm. ca. 1,5 m; T. 1 m) mit seitlicher Bodenablagerung. | 28993533 | BW   |
| 52° 9′ 21″ N, 10° 56′ 55″ O | Schöningen-Forst 20, Grabhügel | | 28993527 | BW   |
| 52° 9′ 21″ N, 10° 56′ 56″ O | Schöningen-Forst 21, Grabhügel | Sehr flacher Grabhügel. Dm. 12 m; H. 0,5 m. Anscheinend ungestört. | 28993533 | BW   |
| 52° 9′ 21″ N, 10° 56′ 55″ O | Schöningen-Forst 22, Grabhügel | Flacher Grabhügel. Dm. 10 m; H. 0,4 m. Im N-Teil befindet sich eine Eintiefung. | 28993533 | BW   |
| 52° 9′ 20″ N, 10° 56′ 58″ O | Schöningen-Forst 23, Grabhügel | | 28993530 | BW   |